# Bartella

Bartella (syriska: ܒܪܛܠܐ, arabiska, برطلّة) är en assyrisk stad på Nineveslätten i norra Irak, 20 km öst om staden Mosul. 
Dess befolkning på cirka 30 000 tillhör huvudsakligen den Syrisk-ortodoxa kyrkan och en tredjedel av dess invånare är katoliker.